# Badminton bei den ASEAN University Games 2022
Bei den ASEAN University Games 2022 wurden im  Badminton sieben Wettbewerbe ausgetragen. Sie fanden vom 26. bis zum 31. Juli 2022 in Ubon Ratchathani statt.

## Sieger und Platzierte
| Disziplin    | Gold | Silber | Bronze |
| ------------ | --- | --- | --- |
|              | | | |
| Herreneinzel | Faiz Rozain                                                                                                  | Muhammad Rafi Zafran Ferary                                                                                                  | Tai Chuan Zhe |
| Dameneinzel  | Sri Fatmawati                                                                                                | Aurum Oktavia Winata | Saranya Navaratnarajah |
|              | | | |
| Herrendoppel | Reza Dwicahya Purnama Muhammad Nendi Novatino                                                                | Ameer Amri Zainuddin Faris Zaim                                                                                              | Tan Kok Xian Tan Yi Han |
| Damendoppel  | Teoh Le Xuan Yap Rui Chen                                                                                    | Desiree Siow Ng Qi Xuan | Nahla Aufa Dhia Ulhaq Elizabeth Jovita |
| Mixed        | Dwiki Rafian Restu Elizabeth Jovita                                                                          | Desiree Siow Tan Kok Xian | Faris Zaim Gan Jing Err |
|              | | | |
| Herrenteam   | Malaysia Ng Jun Yan Faiz Rozain Tai Chuan Zhe Ameer Amri Zainuddin Faris Zaim Tan Kok Xian Tan Yi Han        | Indonesien Muhammad Febriansyah Reza Dwicahya Purnama Muhammad Rafi Zafran Ferary Muhammad Nendi Novatino Dwiki Rafian Restu | Thailand Panu Rakmesri Panukorn Nimitpornchai Punyapat Thipthaveecharn Thananon Jitjaipuree Tirawat Intajak Titsanun Dechkongton Warit Sarapat                            |
| Damenteam    | Malaysia Saranya Navaratnarajah Lim Jing Ning Desiree Siow Ng Qi Xuan Gan Jing Err Teoh Le Xuan Yap Rui Chen | Indonesien Sri Fatmawati Aurum Oktavia Winata Debora Pungky Cahyadewi Nahla Aufa Dhia Ulhaq Elizabeth Jovita                 | Thailand Ladapa Singkaew Nareerat Hongsa Natchananpon Roongpiboonsopit Ornicha Siriwadhanakul Piengpor Sukwatthanakarnwit Pornnicha Suwatnodom Sasikarn Piyawatcharavijit |